# Гольстебро
Гольстебро (дан. Holstebro) — місто в однойменній комуні області Центральна Ютландія (Данія), адміністративний центр комуни Гольстебро. Населення — 37.487 осіб (2025).

## Історія
За свій період існування місто мало кілька назв: Holstatbro"-"'зHolstathbroo (1340), Holstebroff (1418), Holstebrow (1638) і сучасна Гольстебро (з 1844). Виникло воно як форт на річці Сторен (Storaen). Пізніше через неї проклали міст. Найдавніші сліди міста сягають до XII століття.
У результаті розкопок у центрі міста були знайдені уламки середньовічних горщиків і глечиків, які датуються 1100-м роком. У письмових джерелах місто вперше згадується 1274 року як Holstatbro, у листі єпископа міста Рібе. У результаті великої пожежі 1552 року було знищено багато будинків старого міста.

## Сьогодення
Місто нині є торговим, промисловим і культурним центром західної Ютландії. Воно має розвинену мережу пішохідних доріжок (данською — gågader), що поєднують різні райони міста, скульптури на відкритому повітрі і мальовничі будівлі. Перші скульптури придбані муніципалітетом Гольстебро, а першою вважається скульптура «Жінка з кошиком» Альберто Джакометті, придбана 1966 року.
Гольстебро має багате і різноманітне культурне життя, тут з 1997 до 2009-го виступав міжнародно визнаний балет Петера Шауфюса (Peter Schaufuss). Тут є кілька музеїв, у тому числі Художній із колекцією данських та іноземних творів сучасного мистецтва, а також Центральний музей Гольстебро.
Зал Гольстебро було перебудовано 1966 року, тут є музичний театр, виставковий та культурний центри (відкрито 1991-го). Тут проводять презентації, виступи театрів, концерти, виставки та з'їзди. Місто приймає більше 100 культурних подій щороку, а зал відвідує понад 100 000 осіб на рік.
Наприкінці літа тут проводять щорічний фестиваль культури.

## Міста-побратими
- Гранвіль, Франція
- Уффаліз, Бельгія
- Превеза, Греція
- Сесімбра, Португалія
- Італія, Белладжо
- Шерборн, Велика Британія